# Sônia Almeida
Sônia Almeida (São Luís, 29 de março de 1956) é uma poeta e professora maranhense. É integrante da Academia Maranhense de Letras, tendo sido empossada em 10 de agosto de 2006, sucedendo a escritora Maria da Conceição Neves Aboud.

## Biografia
Filha de Josely Pires Pereira e Carmelinda Corrêa Pereira. Foi aluna do Colégio Santa Teresa,onde fez os antigos primário e ginásio.
É graduada em Letras pela Universidade Federal do Maranhão – UFMA, especialista em Semiologia Aplicada ao Ensino de Língua e Literatura, pela UFMA/Universidade Federal do Rio de Janeiro-UFRJ), mestra em Educação pela UFMA e doutora pela Universidade de São Paulo – USP. Na Faculdade de Educação da USP, pesquisadora do programa de Pós-Graduação, na área de Linguagem e Educação. Sua área de interesse é o texto escrito. É mãe do jurista Daniel Blume.

## Obras
- Alegorias (1992);
- Tribuzi, Bandeira poética de São Luís (1996);
- Penumbra (1998);
- Palavra cadente (2001);
- Há fogo no jogo (2003);
- Aula de redação: uma perspectiva transdisciplinar (2003);
- Escrita no ensino superior: a singularidade em monografias, dissertações e teses (2011);
- O Poema da Diferença (2012);[5]
- A língua e a árvore: uma herança com chão e tempo (2017);
- Palavras herdadas: sobre o Português como língua de herança (2017) com Andréa Menescal.[6]